# 金美儿
金美儿（中国朝鲜语：／ Kim Mi-a，1984年3月27日—），朝鲜族，中国歌手，2008年获得中央电视台《星光大道》全国年度总冠军而出道至今，现在属于中国人民解放军空政文工团独唱歌手。

## 主要经历
- 1984年 出生于吉林省延吉市一个朝鲜族普通工人家庭；
- 2004年 毕业于延边大学艺术学院音乐表演专业本科班；
- 2008年 参加中央电视台《星光大道》获得全国总冠军[1][2]；
- 2009年 去韩国录制综艺节目《Star King》PK韩国歌坛老将仁顺伊[3][4]；
- 2010年 参加中央电视台《青歌赛》获得总决赛流行唱法决赛第八名，从而签约中国人民解放军空政文工团；
- 2011年 登上北京卫视2011年《环球春晚》[5]；
- 2012年 登上第30届中央电视台春节联欢晚会演唱歌曲“冬天里一把火”而备受欢迎[6]；
- 2013年 荣获中央电视台“全国十大少数民族青年歌手”并参加“十大少数民族青年歌手”演唱会[7]。

## 音乐作品

### 专辑/EP
| 專輯   | 專輯資料                                                                     | 曲目 |
| ------ | ---------------------------------------------------------------------------- | --- |
| 第一张 | 《奇迹》 - 发行时间：2009-12-31 - 发行公司：百蝶文化 - 曲目数量：6           | 曲目 1. 爱 2. 新年快乐 3. 从容 4. 奇迹 5. 转动幸福 6. 非你不可                                           |
| 第二张 | 《金美儿同名专辑》 - 发行公司：百蝶文化 - 发行日期：2010-05-25 - 曲目数量：5 | 曲目 1. 岳酿 2. 曾经的我 3. 伟大的爱 4. Can't Stop The Music（英文版） 5. Can't Stop The Music（中文版） |
| 第三张 | 《曾经的我》 - 发行公司：百蝶文化 - 发行日期：2011-08-29 - 曲目数量：6       | 曲目 1. 转动幸福 2. 曾经的我 3. 阿里郎 4. 音乐不断 5. 非你不可 6. 从容                                   |

## 大型演出
1. 2008年 第29界北京残奥会开幕式
2. 2009年  迎十二运·创文明城文艺晚会暨启动仪式
3. 2009年 信心中国 鸟巢大型演唱会
4. 2009年  CCTV—3梦想剧场走进盐城大型明星演唱会
5. 2009年 参加 韩国SBS娱乐节目《starking》录制
6. 2009年  5·12大地震一周年青川纪念演出
7. 2009年 欢乐中国行-魅力邛崃群星演唱会
8. 2009年 星光耀龙城 走进常州群星演唱会
9. 2009年  “盛世欢歌”走进武汉群星演唱会
10. 2009年  “第十届中国·呼和浩特昭君文化节”
11. 2009年  欢乐中国行，魅力盘锦群星演唱会
12. 2009年 《民族心，两岸情》大型文艺晚会
13. 2009年 青春万岁-走进保定群星演唱会
14. 2009年  CCTV心连心。走进大庆群星演唱会
15. 2009年  CCTV心连心。走进怀来群星演唱会
16. 2009年 “延边卫视国庆特别节目
17. 2009年 韩国参加KBS电视台《中韩歌会》
18. 2009年  “宜春月中华情”2009央视中秋晚会
19. 2009年 广西南宁国际民歌艺术节
20. 2009年 安徽凤阳花鼓节的开幕式
21. 2009年  贵州荔波喀斯特音乐艺术节
22. 2009年 第五届中国(三亚)国际电视广告艺术节
23. 2009年  “我和我的祖国”纪念新中国外交60周年联欢晚会
24. 2010年 中央电视台《女性之光》纪念3.8晚会
25. 2010年  欢乐中国行-魅力开原
26. 2010年  欢乐中国行-魅力银川
27. 2010年 第十六届三门峡国际黄河旅游节开幕式
28. 2010年  第六届世界合唱节开幕式
29. 2010年  心连心艺术团慰问内蒙古鄂尔多斯市大型演出
30. 2010年 央视7套《红星艺苑》走进魅力府谷群星演唱会
31. 2010年 欢乐中国行--魅力枣庄·
32. 2010年 香港第十一届《香江明月夜》大型中秋晚会
33. 2010年 第六届中国曲艺牡丹奖颁奖晚会
34. 2010年  欢乐中国行——魅力宜宾
35. 2011年 北京卫视2011年《环球春晚》
36. 2011年 欢乐中国行--魅力贵阳
37. 2011年 欢乐中国行--魅力常州
38. 2011年 中华情·海峡缘 第三届海峡论坛开幕式晚会
39. 2011年 图们江文化旅游节庆典开幕式
40. 2012年 中央电视台龙年春晚
41. 2012年 陕西商南茶叶节
42. 2012年 鸡西市文化节
43. 2013年 中央电视台十大少数民族青年歌手晚会
44. 2013年 中央电视台《民歌中国》
45. 2013年 寻找七仙女播总决赛嘉宾
46. 2013年 山东卫视《唱响山东》群星演唱会
47. 2013年 亚洲音乐节演唱会
48. 2013年 中央电视台《一起音乐吧》
49. 2014年 “中国网事·感动2013”颁奖典礼